# Tita (futebolista)
Milton Queiroz da Paixão, mais conhecido como Tita  (Rio de Janeiro, 1º de abril de 1958), é um ex-treinador e ex-futebolista brasileiro que atuava como meia ou atacante.

## Carreira

### Como jogador
Tita começou a jogar futebol nas divisões de base do Flamengo em 1970, quando tinha 12 anos de idade. Sete anos mais tarde subiu para o time profissional do Flamengo, tendo participado de todas as grandes conquistas do rubro-negro durante aquele período mágico no início dos anos 80.
Sua posição de origem era a de armador no meio-de-campo, contudo, como o Flamengo já tinha Andrade, Adílio e Zico, Tita acabou improvisado na ponta-direita. Jogador versátil, não teve dificuldade em adaptar-se a nova posição, fazendo ótimas apresentações como atacante. Participou das conquistas dos Estaduais de 1978, das duas edições do certame realizadas em 1979 e do campeonato de 1981; dos Brasileiros de 1980 e 1982; além da Libertadores da América e Copa Intercontinental em 1981.
Em 1983, foi emprestado ao Grêmio, ajudando a equipe gaúcha em sua conquista da Libertadores da América de 1983. Retornou ao Flamengo em outubro daquele mesmo ano, ficando, portanto, de fora da final da Copa Intercontinental, quando o Grêmio derrotou o Hamburgo e tornou-se o terceiro time brasileiro campeão do mundo na história.
Nesta nova passagem pelo Flamengo, Tita assumiu a camisa 10 de Zico, que havia sido negociado com o futebol italiano. Entretanto, em 1985, deixou definitivamente a Gávea para ir jogar no Internacional.
Em 1987, retornou ao futebol carioca, vestindo a camisa do Vasco da Gama. Naquele ano, o time do Vasco, que já contava com nomes como Acácio, Paulo Roberto, Mazinho, Roberto Dinamite, Geovani e Romário, chegou às finais do Estadual contra o Flamengo. Ironicamente, Tita foi o autor do gol que deu o título ao Vasco.
Fora do Brasil, Tita atuou no Bayer Leverkusen, da Alemanha, aonde conquistou a Copa da UEFA de 1988, e depois no Pescara, um clube italiano.
Voltou para o Vasco em 1989, quando conseguiu seu quarto título nacional no Brasileirão daquele ano.
Depois da Copa, Tita foi jogar no México, aonde permaneceu pelos seis anos seguintes. Encerrou sua carreira em 1998, jogando no Comunicaciones, da Guatemala.

### Como treinador
Dois anos após encerrar a sua carreira como jogador, Tita fez a transição para o cargo de treinador e assumiu o comando do Americano do Rio de Janeiro. No mesmo ano, 2000, voltou Vasco da Gama onde onde trabalhou como jogador.
Na primeira passagem pelo Vasco, Tita esteve no comando da equipe apenas por dois jogos: o segundo jogo da final do Campeonato Carioca no qual perdeu para o Flamengo e um jogo amistoso contra o Rio Branco que o Vasco venceu.
Seguiram-se passagens por clubes de menor expressão e alguns de fora do Brasil.
Em 2008, Tita foi contratado pelo seu ex-companheiro de equipe, então presidente do Vasco da Gama, Roberto Dinamite para assumir o comando da equipe até o fim do Campeonato Brasileiro. No dia 17 de setembro do mesmo ano, após a eliminação da Copa Sul-Americana e uma série de maus resultados no Campeonato Brasileiro, Tita se demitiu do Vasco. Esteve entre 2010 e 2011, como treinador do León. E em 2012, como do Necaxa.

## Seleção Brasileira

### Como jogador
Então, já com 32 anos de idade, foi convocado para sua primeira e única Copa do Mundo, a da Itália, em 1990. Entretanto, ficou no banco de reservas e não disputou nenhuma partida.

## Estatísticas
Até 23 de abril de 2016.

### Como jogador

#### Clubes
| Clube             | Temporada         | Campeonato nacional | Campeonato nacional | Campeonato nacional | Copa nacional[a] | Copa nacional[a] | Copa nacional[a] | Competições continentais[b] | Competições continentais[b] | Competições continentais[b] | Outros torneios[c] | Outros torneios[c] | Outros torneios[c] | Total | Total | Total   |
| Clube             | Temporada         | Jogos               | Gols                | Assist.             | Jogos            | Gols             | Assist.          | Jogos                       | Gols                        | Assist.                     | Jogos              | Gols               | Assist.            | Jogos | Gols  | Assist. |
| ----------------- | ----------------- | ------------------- | ------------------- | ------------------- | ---------------- | ---------------- | ---------------- | --------------------------- | --------------------------- | --------------------------- | ------------------ | ------------------ | ------------------ | ----- | ----- | ------- |
| Flamengo          | 1977              | 7                   | 1                   | 0                   | —                | —                | —                | —                           | —                           | —                           | 18                 | 5                  | 1                  | 25    | 6     | 1       |
| Flamengo          | 1978              | 18                  | 2                   | 0                   | —                | —                | —                | —                           | —                           | —                           | 40                 | 13                 | 3                  | 58    | 15    | 3       |
| Flamengo          | 1979              | 3                   | 0                   | 0                   | —                | —                | —                | —                           | —                           | —                           | 62                 | 23                 | 7                  | 65    | 23    | 7       |
| Flamengo          | 1980              | 22                  | 9                   | 6                   | —                | —                | —                | —                           | —                           | —                           | 34                 | 10                 | 3                  | 56    | 19    | 9       |
| Flamengo          | 1981              | 6                   | 2                   | 1                   | —                | —                | —                | 13                          | 1                           | 1                           | 28                 | 7                  | 2                  | 47    | 10    | 4       |
| Flamengo          | 1982              | 18                  | 6                   | 5                   | —                | —                | —                | 2                           | 1                           | 1                           | 26                 | 12                 | 3                  | 46    | 19    | 9       |
| Flamengo          | Total             | 0                   | 0                   | 0                   | 0                | 0                | 0                | 0                           | 0                           | 0                           | 0                  | 0                  | 0                  | 297   | 92    | 33      |
| Flamengo          | 1983              | —                   | —                   | —                   | —                | —                | —                | —                           | —                           | —                           | 15                 | 13                 | 0                  | 15    | 13    | 0       |
| Flamengo          | 1984              | 14                  | 3                   | 4                   | —                | —                | —                | 10                          | 8                           | 4                           | 26                 | 10                 | 1                  | 50    | 21    | 9       |
| Flamengo          | 1985              | 6                   | 2                   | 0                   | —                | —                | —                | 0                           | 0                           | 0                           | 22                 | 5                  | 1                  | 28    | 7     | 1       |
| Flamengo          | Total             | 0                   | 0                   | 0                   | 0                | 0                | 0                | 0                           | 0                           | 0                           | 0                  | 0                  | 0                  | 93    | 41    | 10      |
| Flamengo          | 1990              | —                   | —                   | —                   | —                | —                | —                | —                           | —                           | —                           | 2                  | 1                  | 0                  | 2     | 1     | 0       |
| Flamengo          | Total             | 0                   | 0                   | 0                   | 0                | 0                | 0                | 0                           | 0                           | 0                           | 2                  | 1                  | 0                  | 2     | 1     | 0       |
| Total na carreira | Total na carreira | 0                   | 0                   | 0                   | 0                | 0                | 0                | 0                           | 0                           | 0                           | 0                  | 0                  | 0                  | 392   | 134   | 43      |

- a. ^ Jogos da Copa do Brasil
- b. ^ Jogos da Copa Libertadores da América
- c. ^ Jogos do Amistoso, Campeonato Carioca, Troféu Ramón de Carranza, Torneio das Astúrias, Torneio de Algarve, Troféu Cidade de Santander, Torneio Internacional de Nápoles, Copa Intercontinental, Taça Confraternização Brasil-Paraguai e Troféu Brasil-Argentina

|          | Data                   | Local                                      | Resultado | Adversário        | Gols | Assist. | Competição                           |
| -------- | ---------------------- | ------------------------------------------ | --------- | ----------------- | ---- | ------- | ------------------------------------ |
| Flamengo |                        |                                            |           |                   |      |         |                                      |
|          | 3 de julho de 1981     | Mineirão, Belo Horizonte, Brasil           | 2–2       | Atlético Mineiro  | 0    | 0       | Copa Libertadores da América de 1981 |
|          | 14 de julho de 1981    | Maracanã, Rio de Janeiro, Brasil           | 5–2       | Cerro Porteño     | 0    | 0       | Copa Libertadores da América de 1981 |
|          | 24 de julho de 1981    | Maracanã, Rio de Janeiro, Brasil           | 1–1       | Olimpia           | 0    | 0       | Copa Libertadores da América de 1981 |
|          | 7 de agosto de 1981    | Maracanã, Rio de Janeiro, Brasil           | 2–2       | Atlético Mineiro  | 1    | 0       | Copa Libertadores da América de 1981 |
|          | 11 de agosto de 1981   | Defensores del Chaco, Assunção, Paraguai   | 4–2       | Cerro Porteño     | 0    | 1       | Copa Libertadores da América de 1981 |
|          | 14 de agosto de 1981   | Defensores del Chaco, Assunção, Paraguai   | 0–0       | Olimpia           | 0    | 0       | Copa Libertadores da América de 1981 |
|          | 21 de agosto de 1981   | Serra Dourada, Goiânia, Brasil             | 0–0       | Atlético Mineiro  | 0    | 0       | Copa Libertadores da América de 1981 |
|          | 15 de setembro de 1981 | Maracanã, Rio de Janeiro, Brasil           | 2–0       | Boca Juniors      | 0    | 1       | Amistoso                             |
|          | 2 de outubro de 1981   | Pascual Guerrero, Cáli, Colômbia           | 1–0       | Deportivo Cali    | 0    | 0       | Copa Libertadores da América de 1981 |
|          | 28 de outubro de 1981  | Maracanã, Rio de Janeiro, Brasil           | 4–1       | Jorge Wilstermann | 0    | 0       | Copa Libertadores da América de 1981 |
|          | 13 de novembro de 1981 | Maracanã, Rio de Janeiro, Brasil           | 2–1       | Cobreloa          | 0    | 0       | Copa Libertadores da América de 1981 |
|          | 20 de novembro de 1981 | Estádio Nacional, Santiago, Chile          | 0–1       | Cobreloa          | 0    | 0       | Copa Libertadores da América de 1981 |
|          | 23 de novembro de 1981 | Estádio Centenário, Montevidéu, Uruguai    | 2–0       | Cobreloa          | 0    | 0       | Copa Libertadores da América de 1981 |
|          | 26 de novembro de 1981 | Raulino de Oliveira, Volta Redonda, Brasil | 5–1       | Volta Redonda     | 0    | 1       | Campeonato Carioca de 1981           |
|          | 29 de novembro de 1981 | Maracanã, Rio de Janeiro, Brasil           | 0–2       | Vasco da Gama     | 0    | 0       | Campeonato Carioca de 1981           |
|          | 2 de dezembro de 1981  | Maracanã, Rio de Janeiro, Brasil           | 0–1       | Vasco da Gama     | 0    | 0       | Campeonato Carioca de 1981           |
|          | 13 de dezembro de 1981 | Estádio Nacional, Tóquio, Japão            | 3–0       | Liverpool         | 0    | 0       | Copa Europeia/Sul-Americana de 1981  |

#### Seleção Brasileira
Abaixo estão listados todos jogos e gols do futebolista pela Seleção Brasileira. Abaixo da tabela, clique em expandir para ver a lista detalhada dos jogos de acordo com a categoria selecionada.
Seleção principal

| Ano   |       |      |         |       |
| Ano   | Jogos | Gols | Assist. | Média |
| ----- | ----- | ---- | ------- | ----- |
| 1979  | 5     | 2    | 0       | 0,4   |
| 1980  | 3     | 1    | 1       | 0,6   |
| 1981  | 7     | 2    | 1       | 0,42  |
| 1983  | 7     | 1    | 0       | 0,14  |
| 1984  | 2     | 0    | 0       | 0     |
| 1989  | 6     | 0    | 0       | 0     |
| 1990  | 1     | 0    | 0       | 0     |
| Total | 31    | 6    | 2       | 0,25  |

### Como treinador

#### Clubes
| Clube             | Temporada         | Campeonato nacional | Campeonato nacional | Campeonato nacional | Campeonato nacional | Copa nacional[a] | Copa nacional[a] | Copa nacional[a] | Copa nacional[a] | Competições continentais[b] | Competições continentais[b] | Competições continentais[b] | Competições continentais[b] | Outros torneios[c] | Outros torneios[c] | Outros torneios[c] | Outros torneios[c] | Total | Total | Total | Total | Total |
| Clube             | Temporada         | J                   | V                   | E                   | D                   | J                | V                | E                | D                | J                           | V                           | E                           | D                           | J                  | V                  | E                  | D                  | J     | V     | E     | D     | A     |
| ----------------- | ----------------- | ------------------- | ------------------- | ------------------- | ------------------- | ---------------- | ---------------- | ---------------- | ---------------- | --------------------------- | --------------------------- | --------------------------- | --------------------------- | ------------------ | ------------------ | ------------------ | ------------------ | ----- | ----- | ----- | ----- | ----- |
| Urawa Reds        | 2001              | 0                   | 0                   | 0                   | 0                   | —                | —                | —                | —                | —                           | —                           | —                           | —                           | 18                 | 8                  | 1                  | 9                  | 18    | 8     | 1     | 9     | 44,4% |
| Macaé             | 2016              | 0                   | 0                   | 0                   | 0                   | —                | —                | —                | —                | —                           | —                           | —                           | —                           | 8                  | 4                  | 1                  | 3                  | 8     | 4     | 1     | 3     | 54,1% |
| Macaé             | Total             | 0                   | 0                   | 0                   | 0                   | 0                | 0                | 0                | 0                | 0                           | 0                           | 0                           | 0                           | 8                  | 4                  | 1                  | 3                  | 26    | 12    | 2     | 12    | 54,1% |
| Total na carreira | Total na carreira | 0                   | 0                   | 0                   | 0                   | 0                | 0                | 0                | 0                | 0                           | 0                           | 0                           | 0                           | 26                 | 12                 | 2                  | 12                 | 26    | 12    | 2     | 12    | 54,1% |

- a. ^ Jogos da Copa do Brasil
- b. ^ Jogos da Copa Sul-Americana
- c. ^ Jogos do Campeonato Carioca

## Títulos

### Como jogador
Flamengo
- Copa Intercontinental: 1981
- Copa Libertadores da América: 1981
- Campeonato Brasileiro: 1980, 1982
- Campeonato Carioca: 1978, 1979 (Especial), 1979, 1981
- Taça Guanabara: 1979, 1980, 1981, 1982, 1984
- Taça Rio: 1978, 1983
- Taça Confraternização Brasil-Paraguai: 1982
- Torneio Internacional de Nápoles: 1981
- Troféu Cidade de Santander: 1980
- Troféu Ramón de Carranza: 1979, 1980

Grêmio
- Copa Libertadores da América: 1983

Vasco da Gama
- Campeonato Brasileiro: 1989
- Campeonato Carioca: 1987
- Taça Guanabara: 1987 e 1990
- Troféu Ramón de Carranza: 1987
- Copa Ouro (EUA): 1987
- Copa TAP: 1987
- Taça Adolpho Bloch: 1990
- Taça Cidade de Juiz de Fora: 1987

Bayer Leverkusen
- Liga Europa da UEFA: 1987-88

Club León
- Campeonato Mexicano: 1991-92

Seleção Brasileira
- Copa América: 1989

### Artilharias
- Copa Libertadores da América: 1984 (8 gols)
- Campeonato Gaúcho: 1985 (12 gols)